# Lil Jon
Jonathan Smith (Atlanta, Georgia, 17 de enero de 1971), más conocido como Lil Jon, es un rapero, compositor, productor discográfico y DJ estadounidense, además de ser el pionero del Crunk, un subgénero del hip-hop que combina los elementos del southern rap y bass music. Su antiguo grupo, Lil Jon & The East Side Boyz, sigue siendo uno de los más respetados del subgénero. Es uno de los pocos raperos que ha obtenido credibilidad dentro del mundo del rap sin hablar sobre la vida en la calle o en el gueto, como otros muchos artistas hacen, y probablemente el único en demandar el punk rock como influencia musical. Lil Jon representa Atlanta donde quiera que vaya, soliendo llevar puesta una gorra de su ciudad natal habitualmente y también es característico por llevar siempre gafas de sol.

## Biografía

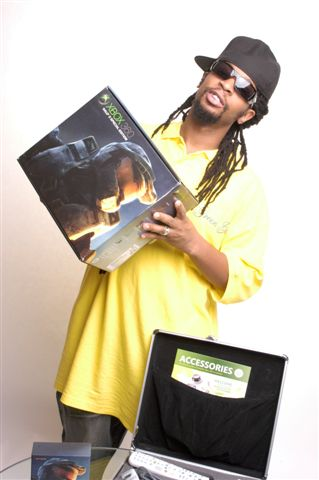
Lil Jon promocionando la Xbox 360.

Lil Jon terminó la carrera en 1989 en el Douglass High School de Atlanta. Trabajaba como DJ en un club cuando Jermaine Dupri le descubrió y le invitó a trabajar como A&R para So So Def. Aceptó y comenzó a hacer nuevas mezclas para artistas como Usher, Too $hort, Xscape y Total. Trabajó para So So Def entre 1993 y 2000.
En 1996, Lil Jon se unió con Big Sam y Lil' Bo, dúo que se hacía llamar East Side Boyz, para crear el álbum Get Crunk, Who U Wit: Da Album. Contenía el tema Who You Wit, que se convirtió en un himno en todos los clubes de Atlanta, y un par de años después, en todo el sur del país. Lil Jon también popularizó el término skeet, que significa "eyacular".
En 2001, Lil Jon & The East Side Boyz regresaron con el álbum Put Yo Hood Up. El primer sencillo, Bia Bia, junto a Ludacris, Too Short y Chyna Whyte, fue todo un éxito en los clubs de Estados Unidos, y también entró en el top 20 de descargas de MP3.com.
En 2002 aparecieron de nuevo en escena con Kings of Crunk. El primer sencillo, I Don't Give A Fuck en colaboración de Mystikal y Krayzie Bone, se convirtió en otro éxito en las pistas de baile. Sin embargo, fue Get Low junto a Ying Yang Twins, con su pegadizo "to the window to the wall", el sencillo que más éxito traería para Lil Jon. Fue número 1 en muchos países y se convirtió en la canción más descargada en 2003 (pese a que causó mucho polémica al ser acusado de lírica misógina). Tras colocar Kings Of Crunk en el top 20 de álbumes en septiembre de 2003, Lil Jon saca un CD de compilación y un DVD titulado Part II, con remixes de Get Low, en los que colaboran Busta Rhymes y Elephant Man, así como Ying Yang Twins. Jon también produjo el éxito Salt Shaker, de estos últimos.
A finales de 2003, Usher pidió a Lil Jon producir y aparecer en Yeah!, el que sería el primer sencillo de su nuevo álbum, Confessions. Esta canción sería uno de los mayores éxitos de 2004, encabezando la Billboard Hot 100, además de ser número uno también en países como Suiza, Noruega, Australia, y número dos en Canadá. Dave Chappelle parodió la canción en su Chappelle's Show, y destacó a Lil Jon exclamando solamente tres palabras: "¿Qué?", "!Sí!" y "Okey".
En 2004, ayudó una vez más en la producción de otros de los grandes éxitos del año. Goodies, de Ciara, se convertiría en número 1 en Billboard Hot 100, y Freek-A-Leek, de Petey Pablo, sería uno de los temas del verano.
Ese año Lil Jon liberó el álbum Crunk Juice, con contribuciones de sus protegidos Lil' Scrappy y Bo Hagon, el mega-productor Rick Rubin, Usher, Ice Cube, R. Kelly, Nate Dogg, Snoop Dogg, Timbaland, Ludacris, y uno de los héroes del punk de Lil Jon, Bad Brains. El doble CD de Crunk Juice incluye remixes del Gasolina de Daddy Yankee, y parodias de cómicos como Dave Chappelle y Chris Rock.
El rapero se casó con su novia Nicole Smith en ese año, la pareja tenía un hijo llamado Nathan, el cual nació en 1998.
El 'Rey del Crunk' empezó a trabajar en solitario, sin los Eastside Boyz, para el que sería su próximo álbum, Crunk Rock, el cual estaba previsto para 2006 pero se atrasó, ya en 2007 (según comentó) tenía preparado el 65% del disco.
Finalmente el álbum salió a la venta el 8 de junio de ese año. Casi sin previo aviso el álbum ha sido lanzado precipitadamente y solo ha alcanzado la posición 49# en la lista de los Estados Unidos. Después de salir a la venta se lanzó un sencillo llamado "Ms. Chocolate" con R. Kelly y Mario. También colaboró en "Watagatapitusberry" junto a Pitbull, Black Point, El Cata y Sensato del patio.
En enero de 2014, Jon colaboró con el Disc jockey francés DJ Snake para elaborar "Turn Down for What", el cual se convirtió rápidamente en un éxito mundial, llegando al top en muchas listas de ventas. En Estados Unidos llegó a la cuarta posición y ha sido certificado triple platino.

## Vida personal
Jon se casó con Nicole Smith en 2004. Los dos tuvieron un hijo en común llamado Nathan (nacido en 1998). Jon es un conocido fan de la NHL. Es un gran aficionado al vino, teniendo incluso su propia cosecha.

## Discografía

### Con The East Side Boyz
| Título                         | Detalles                                                                                                  | Posiciones | Posiciones | Posiciones | Posiciones | Certificación     |
| Título                         | Detalles                                                                                                  | US         | US R&B     | US Rap     | US Indie   | Certificación     |
| ------------------------------ | --- | ---------- | ---------- | ---------- | ---------- | ----------------- |
| Get Crunk, Who U Wit: Da Album | - Lanzamiento: 21 de octubre del 1997 - Productora: Mirror Image/Ichiban - Formatos: CD, casete           | —          | —          | —          | —          |                   |
| We Still Crunk!                | - Lanzamiento: 15 de agosto del 2000 - Productora: BME Recordings - Formatos: CD, casete                  | —          | 71         | —          | —          |                   |
| Put Yo Hood Up                 | - Lanzamiento: 22 de mayo del 2001 - Productora: TVT Records - Formatos: CD, casete                       | 43         | 6          | —          | 1          | - US: Oro         |
| Kings of Crunk                 | - Lanzamiento: 8 de octubre del 2002 - Productora: TVT Records - Formatos: CD, descarga digital           | 14         | 2          | —          | 1          | - US: 2× Platinum |
| Crunk Juice                    | - Lanzamiento: 16 de noviembre del 2004 - Productora: TVT/BME Recordings - Formatos: CD, descarga digital | 3          | 2          | 1          | 1          | - US: 2× Platinum |

## Filmografía

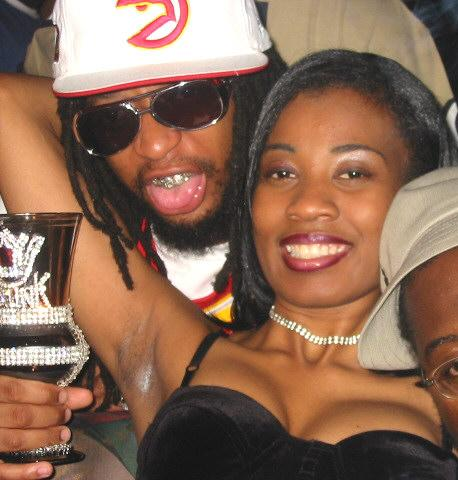
Lil Jon con su característica copa que lleva el Crunk Juice.

### Solo

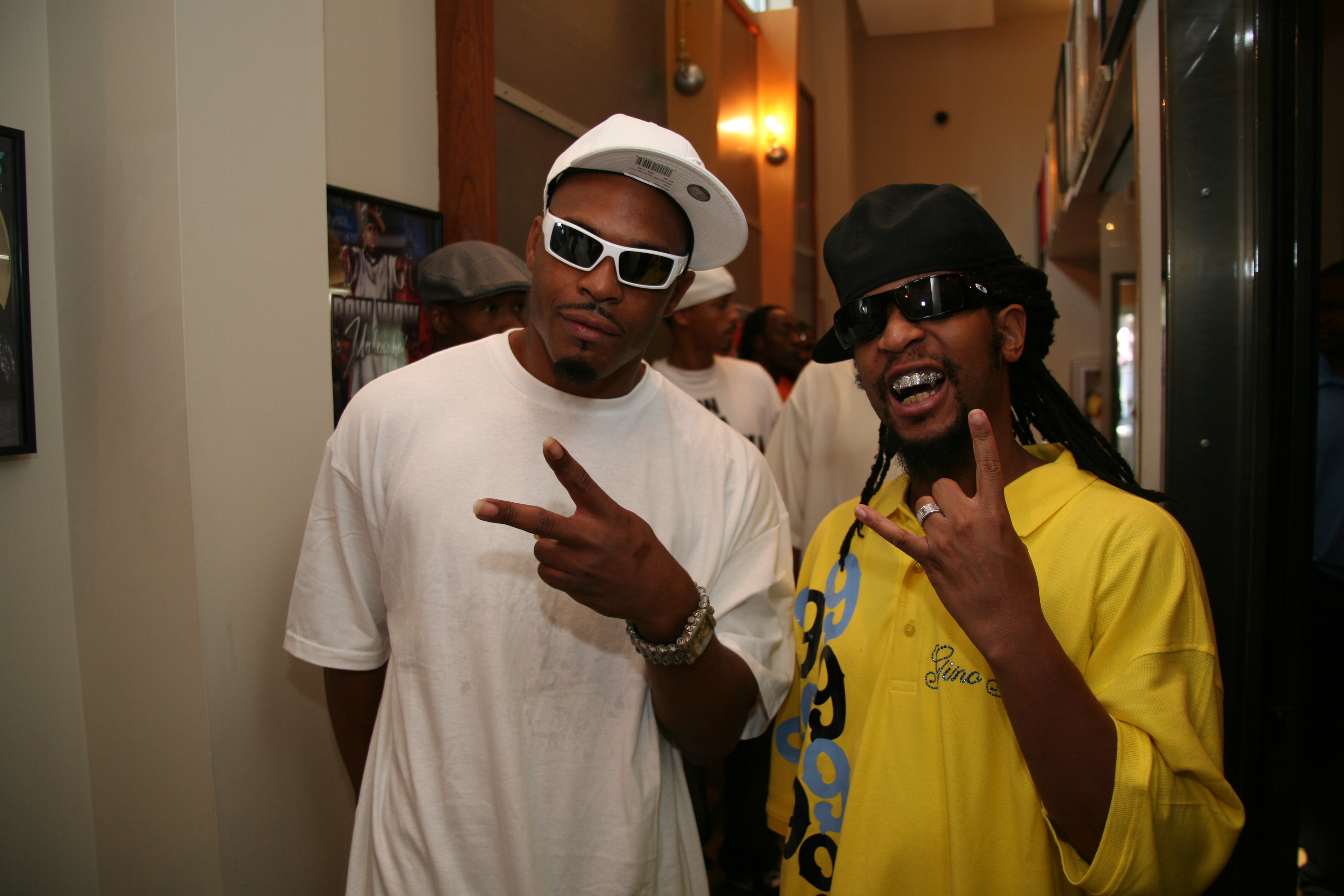
Lil Jon con Fabo.

| Año  | Álbum      | U.S. | U.S. R&B | INDIE | Certificaciones |
| ---- | ---------- | ---- | -------- | ----- | --------------- |
| 2010 | Crunk Rock | 49   | 8        | 5     |                 |

### Mixtapes
- Da Bottom Vol. 1
- Gansta Grillz 9
- I Am American
- The BME Mixtape
- Can't Be Tamed
- Rockbox Vol. 1
- Rockbox Vol. 2

### Recopilatorio
| Año  | Álbum                                                                                        | Posiciones | Posiciones | Posiciones |
| Año  | Álbum                                                                                        | US         | US R&B     | US Ind     |
| ---- | -------------------------------------------------------------------------------------------- | ---------- | ---------- | ---------- |
| 2003 | Certified Crunk - Lanzado: 4 de noviembre del 2003 - Productora: Ichiban, Ryko - Formato: CD | 197        | 40         | 9          |

### EP
| Año  | Álbum   | U.S. | U.S. R&B | INDIE | Certificaciones |
| ---- | ------- | ---- | -------- | ----- | --------------- |
| 2003 | Part II | 37   | 7        | 1     |                 |

## Sencillos

### Con The East Side Boyz
| Año  | Canción                                               | Posición     | Posición | Posición | Posición | Álbum                             |
| Año  | Canción                                               | U.S. Hot 100 | U.S. R&B | U.S. Rap | UK       | Álbum                             |
| ---- | ----------------------------------------------------- | ------------ | -------- | -------- | -------- | --------------------------------- |
| 1997 | "Who You Wit"                                         | –            | 70       | –        | –        | Get Crunk, Who You Wit: Del Álbum |
| 1998 | "Shawty Freak A Lil' Sumtin"                          | –            | 62       | 32       | –        | Get Crunk, Who You Wit: Del Álbum |
| 2000 | "I Like Dem Girlz"                                    | –            | 55       | 3        | –        | We Still Crunk!!                  |
| 2001 | "Bia Bia" (feat. Ludacris, Too Short & Chyna Whyte)   | 94           | 47       | –        | –        | Put Yo Hood Up                    |
| 2001 | "Put Yo Hood Up"                                      | –            | 80       | –        | –        | Put Yo Hood Up                    |
| 2003 | "I Don't Give a Fuck" (feat. Mystikal & Krayzie Bone) | –            | 50       | –        | –        | Kings of Crunk                    |
| 2003 | "Get Low" (feat. Ying Yang Twins)                     | 2            | 2        | 1        | –        | Kings of Crunk                    |
| 2004 | "What U Gon' Do" (feat. Lil' Scrappy)                 | 22           | 18       | 8        | –        | Crunk Juice                       |
| 2004 | "Lovers & Friends" (feat. Usher & Ludacris)           | 3            | 2        | 1        | 10       | Crunk Juice                       |
| 2004 | "Get Crunk" (feat. Bo Hagon)                          | –            | 59       | –        | –        | Crunk Juice                       |
| 2004 | "Real Nigga Roll Call" (feat. Ice Cube)               | –            | 61       | –        | –        | Crunk Juice                       |

### Solo
| Año  | Canción                                  | Posición     | Posición | Posición | Posición | Álbum              |
| Año  | Canción                                  | U.S. Hot 100 | U.S. R&B | U.S. Rap | UK       | Álbum              |
| ---- | ---------------------------------------- | ------------ | -------- | -------- | -------- | ------------------ |
| 2006 | "Snap Yo Fingers" (feat. E-40 & Sean P)  | 7            | 1        | 1        | –        | Crunk Rock         |
| 2006 | "Act a Fool" (feat. Three 6 Mafia)       | –            | 91       | –        | –        | Crunk Rock         |
| 2009 | "I Do" (feat. Snoop Dogg & Swizz Beatz)  | —            | 101      | —        | —        | Crunk Rock         |
| 2009 | "Give It All U Got" (feat. Kee)          | —            | —        | —        | 90       | Crunk Rock         |
| 2010 | "Ms. Chocolate" (feat. R. Kelly & Mario) | —            | 77       | —        | —        | Crunk Rock         |
| 2010 | "Hey" (feat. 3OH!3)                      | 62           | —        | —        | 48       | Crunk Rock         |
| 2012 | "Summer En France" (feat. Naadei)        | —            | —        | —        | —        | Crunk Rock         |
| 2012 | "Outta Your Mind" (feat. LMFAO)          | 84           | —        | 92       | —        | Crunk Rock         |
| 2013 | "Work"                                   | —            | —        | —        | —        | Sencillo sin álbum |
| 2014 | "Turn Down for What" (con DJ Snake)      | 4            | —        | —        | 13       | Sencillo sin álbum |
| 2014 | "Bend Ova" (feat. Tyga)                  | 92           | —        | 19       | 48       | Sencillo sin álbum |

### Colaboraciones
| Año  | Canción                                                                                | Posición     | Posición | Posición | Posición                 | Posición      | Posición | Álbum                                                                  |
| Año  | Canción                                                                                | U.S. Hot 100 | U.S. R&B | U.S. Rap | ITunes Top 100 Pop Songs | ITunes Canada | UK       | Álbum                                                                  |
| ---- | -------------------------------------------------------------------------------------- | ------------ | -------- | -------- | ------------------------ | ------------- | -------- | ---------------------------------------------------------------------- |
| 2002 | "Rep Your City" (E-40 feat. Lil Jon & the East Side Boyz, Petey Pablo, Bun B & 8Ball)  | 4            | 2        | 1        | –                        | –             | –        | Grit & Grind'                                                          |
| 2003 | "Damn!" (Youngbloodz feat. Lil Jon)                                                    | 4            | 2        | 1        | –                        | –             | –        | Drankin' Patnaz                                                        |
| 2004 | "Yeah!" (Usher feat. Lil Jon & Ludacris)                                               | 1            | 1        | –        | –                        | –             | 1        | Confessions                                                            |
| 2004 | "Salt Shaker" (Ying Yang Twins feat. Lil Jon)                                          | 9            | 9        | 2        | –                        | –             | –        | Me & My Brother                                                        |
| 2004 | "Krazy" (Pitbull feat. Lil Jon)                                                        | 32           | 45       | 11       | –                        | –             | –        | M.I.A.M.I.                                                             |
| 2004 | "Let's Go" (Trick Daddy feat. Lil Jon & Twista)                                        | 7            | 10       | 4        | –                        | –             | 26       | Thug Matrimony: Married to the Streets                                 |
| 2004 | "Real Gangstaz" (Mobb Deep feat. Lil Jon)                                              | –            | 49       | –        | –                        | –             | –        | Amerikaz Nightmare                                                     |
| 2004 | "Toma" (Pitbull feat. Lil Jon)                                                         | 108          | 73       | 21       | –                        | –             | –        | M.I.A.M.I.                                                             |
| 2004 | "Head Bussa" (Lil' Scrappy feat. Lil Jon)                                              | –            | 73       | –        | –                        | –             | –        | The King of Crunk & BME Recordings Presents: Trillville & Lil' Scrappy |
| 2004 | "Neva Eva" (Trillville feat. Lil Jon & Lil' Scrappy)                                   | 78           | 28       | 22       | –                        | –             | –        | The King of Crunk & BME Recordings Presents: Trillville & Lil' Scrappy |
| 2005 | "Girlfight" (Brooke Valentine feat. Lil Jon & Big Boi)                                 | 23           | 13       | –        | –                        | –             | 35       | Chain Letter                                                           |
| 2005 | "Okay" (Nivea feat. Lil Jon & Youngbloodz)                                             | 40           | 14       | –        | –                        | –             | –        | Complicated                                                            |
| 2006 | "Bojangles (remix)" (Pitbull feat. Lil Jon & Ying Yang Twins)                          | 91           | 89       | –        | –                        | –             | –        | El Mariel                                                              |
| 2006 | "Go to Church" (Ice Cube feat. Lil Jon & Snoop Dogg)                                   | 121          | 67       | 25       | –                        | –             | –        | Laugh Now, Cry Later                                                   |
| 2006 | "Gangsta Gangsta" (Lil' Scrappy feat. Lil Jon)                                         | 22           | 7        | 5        | –                        | –             | –        | Bred 2 Die Born 2 Live                                                 |
| 2007 | "Get Buck in Here" (DJ Felli Fel feat. Diddy, Ludacris, Akon & Lil Jon)                | 41           | 87       | 15       | –                        | –             | –        | Go DJ!                                                                 |
| 2007 | "The Anthem" (Pitbull feat. Lil Jon)                                                   | 38           | -        | 8        | –                        | –             | -        | The Boatlift                                                           |
| 2008 | "That's Right" (Ciara featuring Lil Jon)                                               | -            | -        | -        | –                        | –             | -        | The Evolution                                                          |
| 2008 | "Krazy" (Pitbull featuring Lil Jon)                                                    | 30           | -        | 11       | –                        | –             | -        | Rebelution                                                             |
| 2009 | "I'm The Ish" (DJ Class featuring Lil Jon)                                             | 120          | 111      | 22       | –                        | –             | -        | TBA                                                                    |
| 2009 | "Patron Tequila" (Paradiso Girls featuring Lil Jon)                                    | -            | -        | -        | –                        | –             | -        | Crazy Horse                                                            |
| 2009 | "Shots" (LMFAO feat. Lil Jon)                                                          | 66           | —        | —        | –                        | –             | —        | Party Rock                                                             |
| 2009 | "Do You Remember" (Jay Sean feat. Lil Jon & Sean Paul)                                 | 10           | —        | —        | –                        | –             | 13       | All or Nothing                                                         |
| 2009 | "Sexy Bitch (Chuckie & Lil Jon Remix)" (David Guetta feat. Akon)                       |              | —        | —        | –                        | –             | –        | One More Love                                                          |
| 2010 | "Watagatapitusberry" (Pitbull feat. Sensato Del Patio, Black Point, Lil Jon & El Cata) | —            | —        | —        | —                        | –             | –        | Armando                                                                |
| 2010 | "I Wanna Get Drunk" (DJ Felli Fel feat. Three 6 Mafia, Lil Jon & Fatman Scoop)         | —            | —        | —        | –                        | –             | —        | Go DJ!                                                                 |
| 2010 | "Jizzle" (Young Jeezy feat. Lil Jon)                                                   | —            | 69       | —        | —                        | –             | –        | TM 103                                                                 |
| 2010 | "Can't Be Tamed RockAngeles Remix" (Miley Cyrus feat. Lil Jon)                         | —            | —        | —        | 7                        | 80            | —        | Can't Be Tamed                                                         |
| 2010 | "Go Ape" (Far East Movement feat. Lil Jon & Colette Carr)                              | —            | —        | —        | —                        | –             | –        | Free Wired                                                             |
| 2011 | "Twisted" (Gorilla Zoe feat. Lil Jon)                                                  | —            | 74       | —        | —                        | –             | –        | King Kong                                                              |
| 2011 | "Hard White (Up In The Club)" (Yelawolf feat. Lil Jon)                                 | —            | —        | —        | —                        | –             | –        | Radioactive                                                            |
| 2011 | "Turbulence" (Laidback Luke & Steve Aoki feat. Lil Jon)                                | —            | —        | —        | —                        | –             | –        | Wonderland                                                             |
| 2012 | "It's Your Birthday B!tch" (Feat. Lil Jon & Jessie Malakouti)                          | —            | —        | —        | —                        | –             | –        | Go D.J.                                                                |
| 2015 | "Calentura [Trap Versión]" (Yandel feat. Lil Jon)                                      | —            | —        | —        | —                        | –             | –        | Dangerous                                                              |
| 2016 | "Live The Night" (W&W & Hardwell feat. Lil Jon)                                        | —            | —        | —        | —                        | –             | –        | -                                                                      |

## Filmografía[19]
- 2004: Soul Plane
- 2005: Boss'n Up
- 2005: Hip-Hop Honeys: Las Vegas
- 2006: Date Movie
- 2006: Scary Movie 4
- 2007: Class of 3000
- 2008: Smoke and Mirrors
- 2010: Freaknik: The Musical
- 2011: Celebrity Apprentice 4
- 2013: Celebrity Apprentice 6